# 骆茗庵
骆茗庵，浙江绍兴人，中华民国官员，1930年代曾任山东省海阳县长。

## 事迹
1934年，骆茗庵就任海阳县长。就任之初便，骆茗庵便在縣政府政務會議上提議續修《海阳县志》，获得一致通过。海阳县志馆随后成立，骆茗庵任督修主持纂修工作。
1936年，中国共产党胶东特别委员会委员王之凤被捕，骆茗庵曾对其施加酷刑逼问情报，未能成功。